# Erwin Vanmol
Erwin Vanmol (Aalst, 18 februari 1967) is een Vlaams cartoonist en illustrator.

## Levensloop
Vanmol studeerde Grafische Vormgeving aan het Sint-Lucasinstituut te Brussel en schilderkunst aan de Stedelijke Academie voor Schone Kunsten van Aalst en de Koninklijke Academie voor Schone Kunsten van Gent.
Van 1984 tot 1987 speelde hij gitaar in X-Creta. De eerste Belgische punkband die crossover-metal speelde. In 1986 namen ze Patronizing The Heterodox op, die toen meer exemplaren verkocht dan De Kreuners. De band stopte toen iedereen ergens anders ging studeren en samenspelen te moeilijk werd. Erwin Vanmol leerde dan Rudy Trouvé kennen die hem uitnodigde in zijn band te komen spelen. Erwin weigerde dat en dat was zijn grootste stommiteit ooit want die band was dEUS.
Na zijn studies werd hij beroepsmilitair. De afschaffing van de legerdienst en de daaropvolgende inkrimping van de strijdkrachten noopten hem een andere job te zoeken. Het werd achtereenvolgens restaurator, interieurschilder, marmerschilder, vergulder van sierlijsten en chocolatier.
Hij werd in 2000 een tijdje arbeidsongeschikt ten gevolge van een ongeval en besloot uit verveling cartoons te gaan tekenen. Veertien dagen later had hij zijn eerste cartoon verkocht aan Computer Magazine. In 2001 stichtte hij het internationale cartoonisten-collectief Balzak.
Erwin Vanmol was stadscartoonist van Aalst en werkte voor verschillende tijdschriften in binnen- en buitenland. In oktober 2012 werd hij ontslagen bij Knack na de aanstelling van een nieuwe hoofdredacteur.
Naast het maken van cartoons voor P-Magazine, Ons Recht, 't Pallieterke en de website Doorbraak.be, is hij nu ook als illustrator actief voor uitgeverijen en bedrijven en als live performer tijdens symposia en handelsbeurzen.
In 2016 richtte hij microbrouwerij Vrijstaat Vanmol op.
Eind 2024 richte hij met zijn dochter Phebe Vanmol 'Studio Vanmol' op. Een bedrijf in visuele communicatie.

## Afbeeldingen

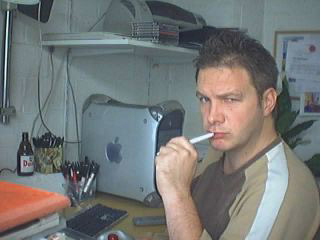
Vanmol in 2006.
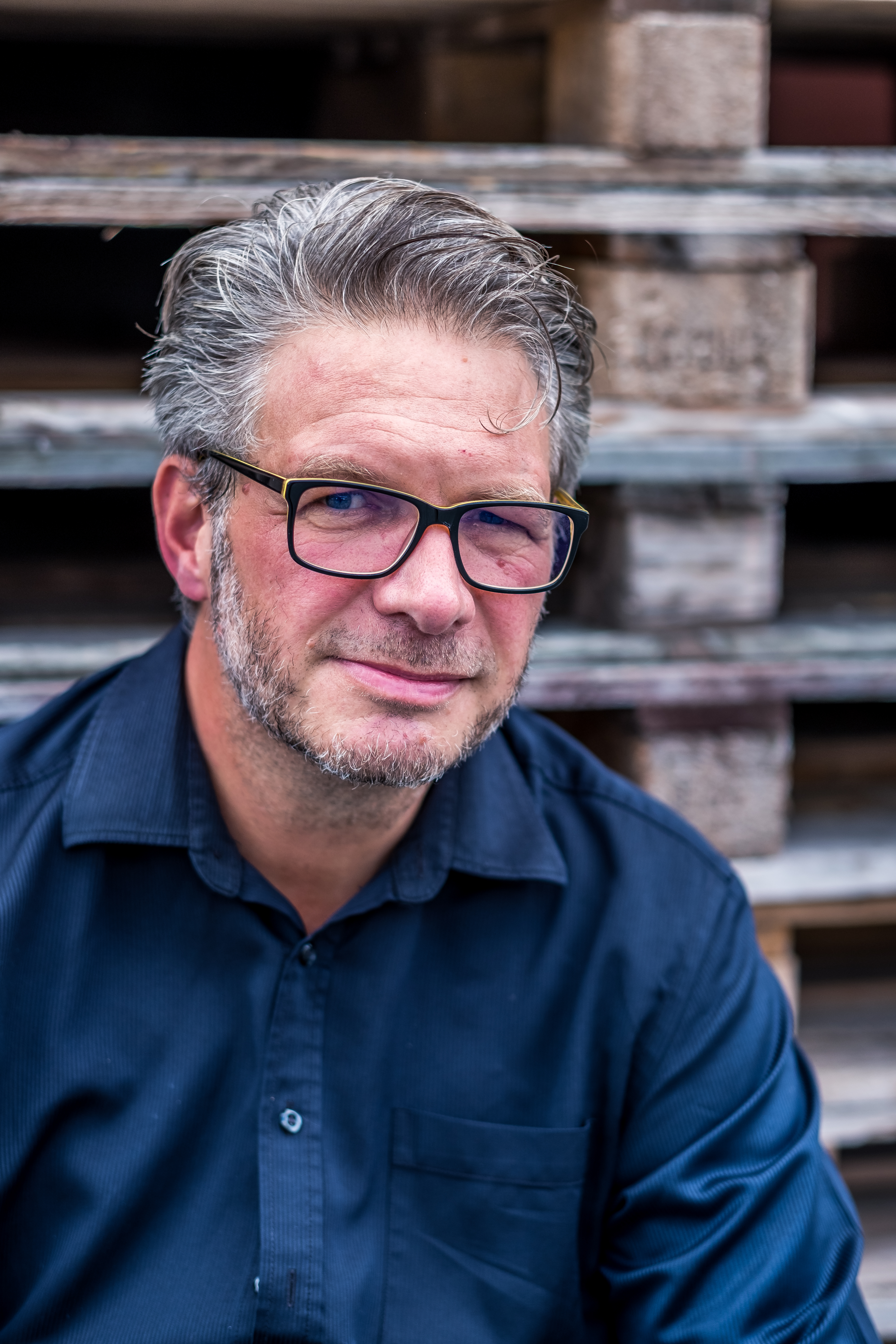
Erwin Vanmol in 2018
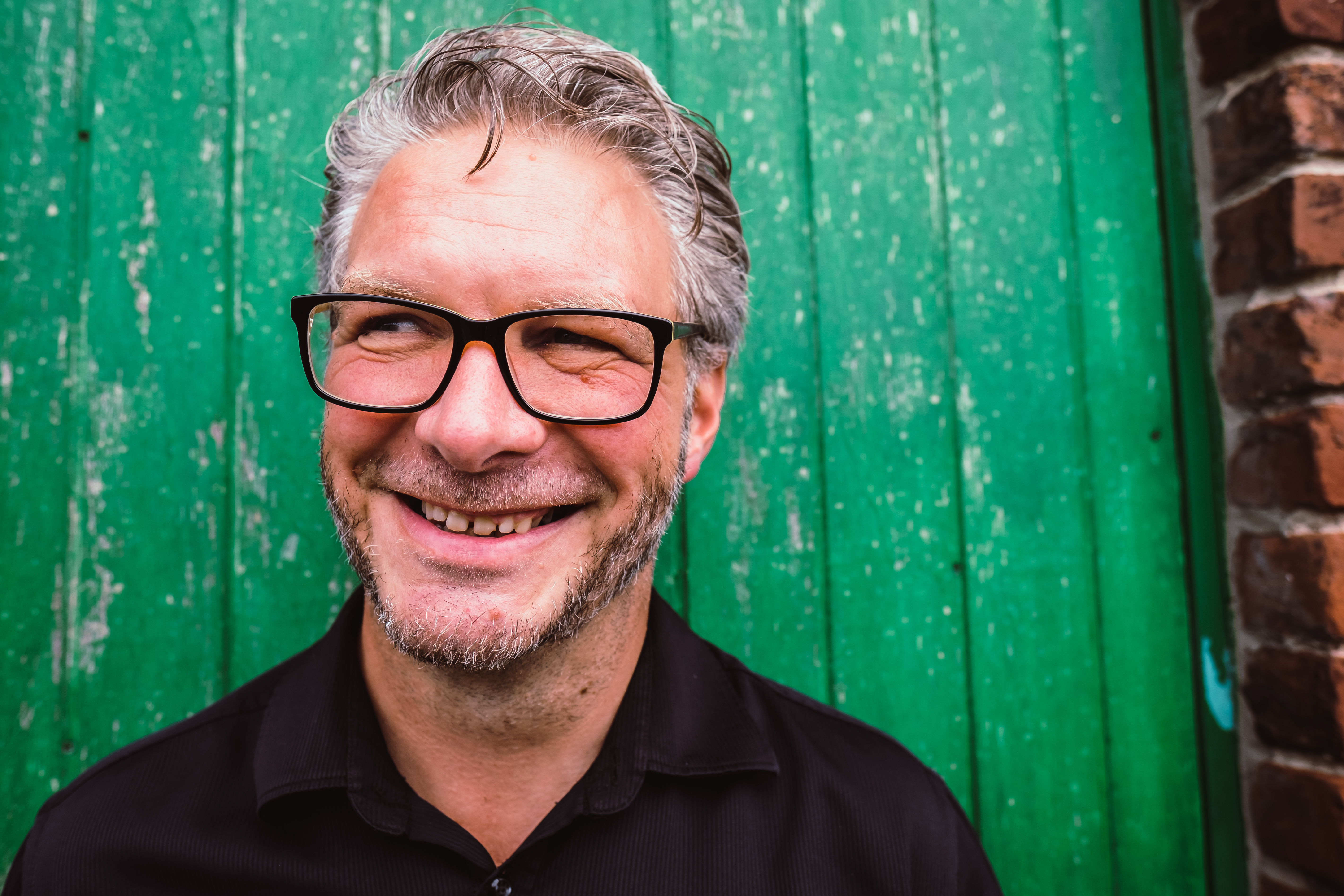
Erwin Vanmol in 2018
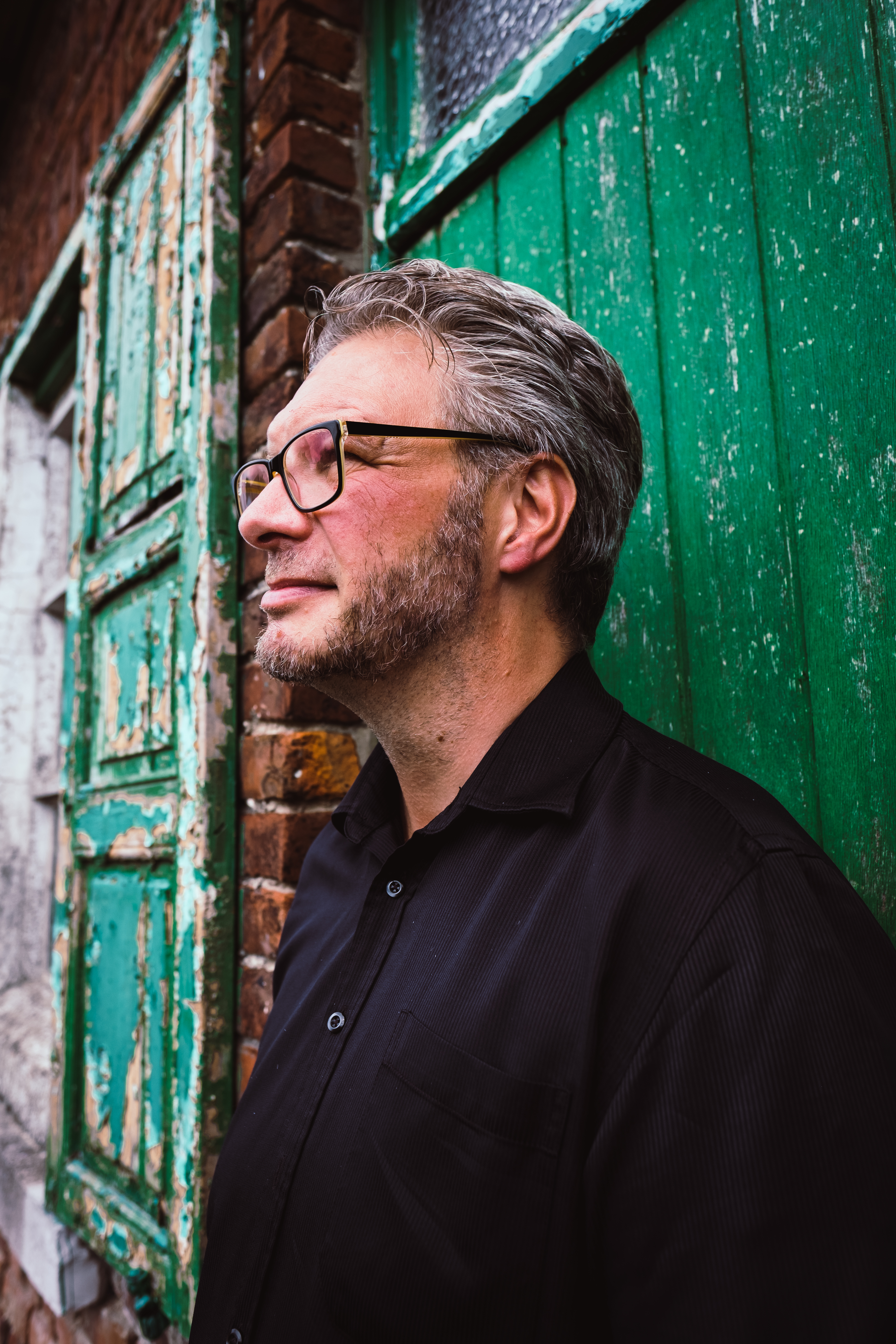
Erwin Vanmol op 't Nelleken in Eizeringen